# IC 410
IC 410, nota talvolta come Nebulosa Girino a causa dei suoi filamenti nordorientali, è una nebulosa a emissione di grandi dimensioni visibile nella costellazione dell'Auriga; ad essa è legata l'ammasso aperto NGC 1893, formato da giovani stelle massicce piuttosto disperse. La regione è sede di importanti processi di formazione stellare generanti stelle di grande massa.

## Osservazione

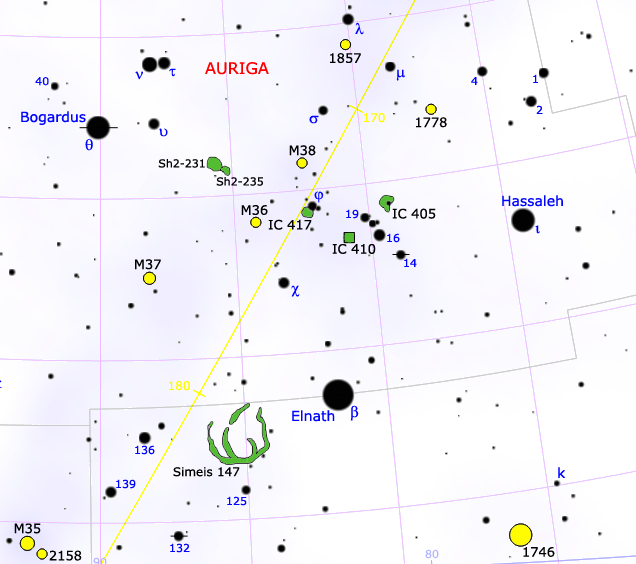
Mappa della regione centromeridionale dell'Auriga.

IC 410 si individua nella parte centromeridionale della costellazione dell'Auriga, in una regione molto ricca di campi stellari e nebulose situate poco a sud della linea congiungente le stelle ι Aurigae e θ Aurigae; ad ovest della nebulosa si osserva una doppia concatenazione di stelle di magnitudine 4 e 5, ben visibile anche a occhio nudo e dominata dalla stella 16 Aurigae, che aiuta nell'individuazione. Attraverso un telescopio è possibile individuare l'ammasso aperto centrale, noto come NGC 1893, formato da alcune decine di stelle fino alla magnitudine 12 formanti un allineamento orientato in senso nord-sud. Il contorno nebuloso invece resta invisibile ai telescopi di diametro più comune, ma si rivela con molta facilità nelle fotografie a lunga esposizione.
Il periodo più indicato per la sua osservazione nel cielo serale ricade fra i mesi di ottobre e marzo ed è notevolmente facilitata per osservatori posti nelle regioni dell'emisfero boreale terrestre; alle latitudini più settentrionali si presenta circumpolare, mentre da aree come l'estremità meridionale del Sudamerica non può essere praticamente mai osservata.

## Inquadramento generale
I primi studi pionieristici volti a individuare la distribuzione delle giovani stelle massicce di colore blu hanno permesso di individuare nell'Auriga due grandi associazioni OB, allineate una dietro l'altra nella parte centromeridionale della costellazione. Nella prima di queste, indicata con la sigla Auriga OB1, sono state inizialmente indicate dodici stelle delle classi spettrali O e B come membri effettivi dell'associazione, cui si aggiungono tre supergiganti rosse al termine del loro ciclo vitale; la distanza suggerita era di circa 1750 parsec e veniva quindi collocata sul Braccio di Perseo. La seconda associazione è indicata come Auriga OB2 e ad essa venivano associate otto stelle di classe O e B in massima parte sulla sequenza principale; la sua distanza era indicata ad almeno 6300 parsec, ossia in una zona remota del disco esterno della Via Lattea, sul Braccio del Cigno.
Secondo gli studi più recenti, la situazione delle associazioni OB in direzione dell'Auriga parrebbe essere assai più complessa di quanto creduto inizialmente: infatti le due principali associazioni individuate sarebbero entrambe formate dalla somma di due distinti gruppi stellari. Sotto la definizione di Auriga OB1 sono comprese due associazioni distinte situate rispettivamente a 1100 e a 2000 parsec; Auriga OB2 comprende a sua volta due associazioni, la più vicina delle quali sarebbe situata a 3000 parsec, mentre l'associazione più remota si trova a circa 6000 parsec, in corrispondenza del Braccio del Cigno.

## Caratteristiche

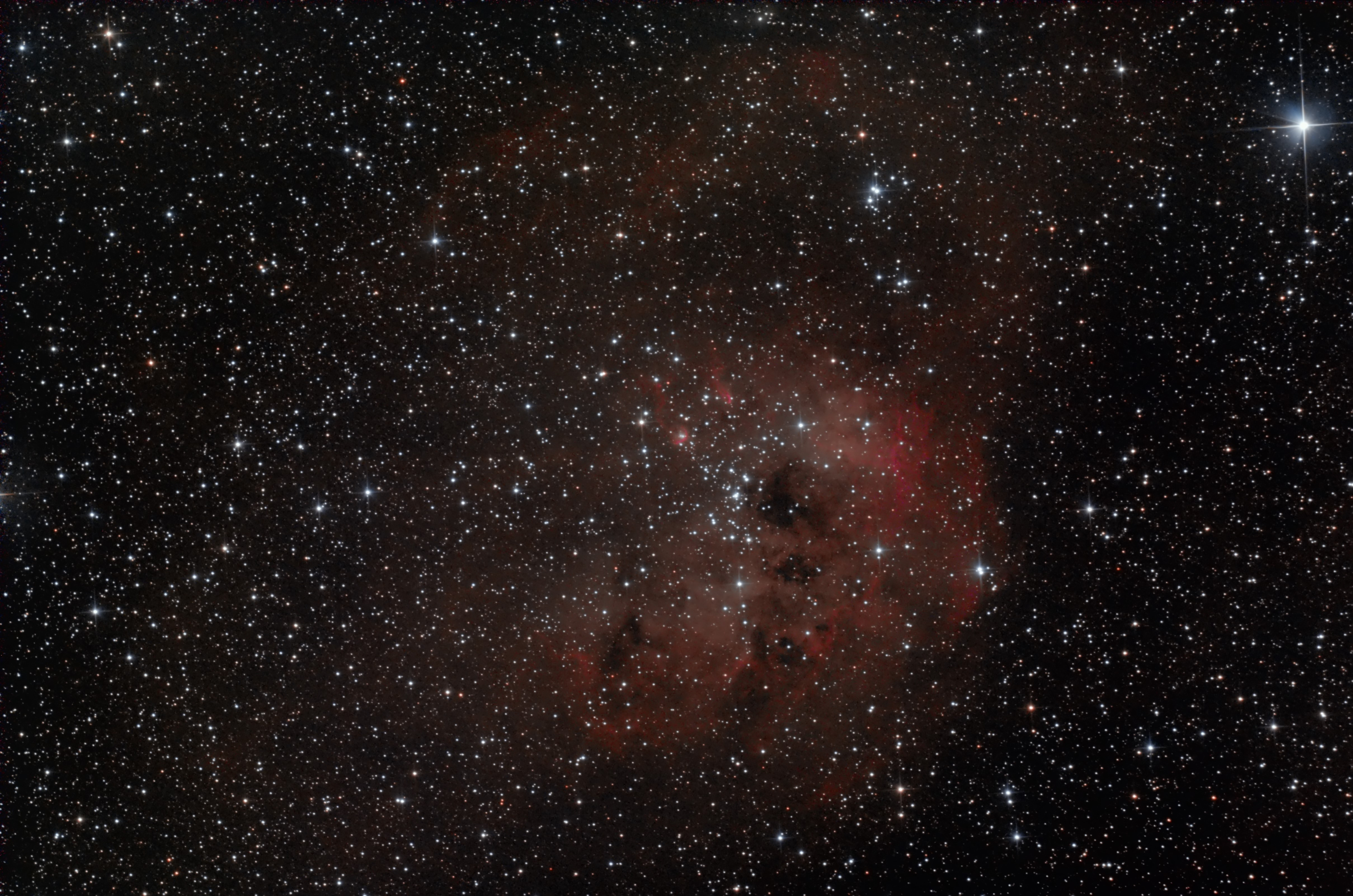
Dettaglio dell'ammasso NGC 1893 e dei due filamenti gassosi a forma di girino, visibili in alto a sinistra.

Il sistema nebuloso di IC 410 è stato analizzato in diversi studi a causa della sua struttura, che rappresenta un buon esempio di regione di formazione stellare di stelle di grande massa. Le stime sulla sua distanza sono state tuttavia molto contrastanti, similmente a quanto è accaduto con la determinazione delle associazioni OB dell'Auriga; studi basati sulla determinazione delle emissioni CO hanno fornito un valore di distanza attorno ai 3200 parsec (circa 10400 anni luce), mentre altri studi fotometrici hanno reso una distanza di 4800 parsec (15650 anni luce). Gli studi più recenti, basati sempre sulla fotometria e sulla spettroscopia, tendono a portare la distanza del sistema nebuloso a circa 6000 parsec (oltre 19500 anni luce); di conseguenza, anche alla luce di quanto scoperto sulle associazioni OB dell'Auriga, diventa evidente il legame con la più remota delle associazioni osservate in questa direzione, il secondo sottogruppo di Auriga OB2 in corrispondenza del Braccio del Cigno, di cui l'ammasso NGC 1893 costituisce il centro.
Le dimensioni reali di IC 410, considerata una distanza così elevata, assumono proporzioni notevoli, dell'ordine del centinaio di parsec. Al suo centro presenta una sorta di cavità in cui si trova l'ammasso aperto NGC 1893, le cui stelle sono responsabili della ionizzazione dei suoi gas. NGC 1893 è formato da numerose stelle giovani disperse, oscurate da alcune dense nubi molecolari; le cinque stelle dominanti sono di classe spettrale O, due delle quali, HD 242908 e LS V +33°16, sono di classe O5V e hanno un'età inferiore ai tre milioni di anni. In totale sono state individuate una cinquantina di giovani stelle massicce, delle quali 37 sono di classe spettrale B e 4 di classe A; alcune di queste presentano forti linee di emissione con caratteristiche tali da poter essere considerate stelle PMS.
Studi incentrati proprio sulla determinazione delle stelle PMS hanno permesso di scoprire altre stelle di recente formazione, situate principalmente sul lato occidentale dell'ammasso, dove non sono presenti stelle di sequenza principale, situazione che suggerisce che le stelle di questa regione stanno emergendo dalle nubi in cui si sono generate; fra queste spicca S3R1N3, una stella Ae/Be di Herbig. Il lato meridionale dell'ammasso presenta invece una sola stella PMS a fronte di numerose stelle già entrate nella sequenza principale e centrate attorno alla stella S3R2N15, di classe O5; ciò indica che in questo settore la formazione stellare è probabilmente già terminata. Verso nord, al contrario, la presenza di tre stelle PMS e di alcune sorgenti di radiazione infrarossa individuate dall'IRAS e considerate possibili oggetti stellari giovani suggerisce che in questo settore i processi di formazione stellare siano ancora attivi. Quest'ultima regione in particolare ospita le due nebulose a forma di "girino" Simeis 129 e Simeis 130, dalle quali prende informalmente nome l'intera nebuosa.